# 哈尔什保陶基·加博尔
哈尔什保陶基·加博尔（匈牙利語：Hárspataki Gábor，1996年2月27日—），匈牙利男子空手道运动员。他曾代表匈牙利参加2020年夏季奥林匹克运动会空手道比赛，获得一枚铜牌。